# José Romero Jiménez
José Romero Jiménez, més conegut com a Joselito (Zalamea la Real, 23 de gener de 1985) és un futbolista andalús, que ocupa la posició de davanter.

## Trajectòria esportiva
Comença a destacar als filials del Recreativo de Huelva. Després de debutar amb el primer equip, a la segona meitat de la temporada 05/06 marxa al Racing de Ferrol, amb qui marca 2 gols en 18 partits, insuficients perquè els gallecs es mantingueren a Segona Divisió.
Posteriorment, la seua carrera prossegueix per equips més modestos, com el Real Jaén (06/07), Cultural Leonesa (07/08) i Miapuesta Castelldefels (2008). A la temporada 08/09 retorna al Recreativo de Huelva, amb qui debuta a primera divisió en dos partits.
No té continuïtat i de cara la temporada 09/10 recala al Guijuelo.